# Гута-Стеблевская
Гута-Стеблевская (укр. Гута-Стеблівська) — село в Корсунь-Шевченковском районе Черкасской области Украины.
Население по переписи 2001 года составляло 59 человек. Почтовый индекс — 19452. Телефонный код — 4735.

## Местный совет
19452, Черкасская обл., Корсунь-Шевченковский р-н, с. Сидоровка